# Костандин V
Костандин V (арм. Կոստանդին, западноармянская транслитерация: Gosdantin или Kostantine; умер в 1373) — король Армении (1362—1373) из династии Хетумидов.

## Биография
Он был сыном Хетума из Негира, племянником Хетума II, короля Армении. Константин взошёл на престол после смерти своего двоюродного брата Костандина IV, на чьей вдове, Марие, дочери Ошина из Корикоса, он и женился.
Костандин заключил союз с Петром I Кипрским, предлагая ему порт и замок Корикос. После смерти Петра в 1369 году Константин пытался заключить договор с султаном Египта. Бароны были недовольны такой политикой, опасаясь аннексии страны султаном, и в 1373 году Константин был убит. После его смерти ему наследовал его дальний родственник Левон VI, который стал последним королём Киликийской Армении.

## Комментарии
1. ↑  Также Костандин IV и Константин VI.

## Список литературы
- Boase, T. S. R. The Cilician Kingdom of Armenia (неопр.). — Edinburgh: Scottish Academic Press[англ.], 1978. — ISBN 0-7073-0145-9.